# Zeved habbat
Zeved habbat (hebreiska זֶבֶד הַבָּת) är den traditionella och ceremoniella sefardiska namngivningen av judiska flickor. Den ashkenasiska termen är Simchat bat. Dess motsvarighet för pojkar är B'rit mila, dock sker flickans utan omskärelsen.